# Президентская премия «Сатурн»
Президентская премия «Сатурн» (англ. President's Memorial Award) или Премия доктора Дональда А. Рида (англ. Dr. Donald A. Reed Award) — вручается Академией научной фантастики, фэнтези и фильмов ужасов, одновременно с церемонией вручения премии «Сатурн».
Премия вручается за качественные развлечения в области научной фантастики, фэнтези и ужасов. Она была названа в честь основателя Академии и премии «Сатурн», доктора Дональда А. Рида.

## Получатели
Ниже приведён список получателей и год вручения награды:

### 1980-е
- «Бандиты во времени» (1982)
- Роджер Корман (1984)
- Джек Арнольд (1985)
- Вуди Аллен (1986)
- «Пурпурная роза Каира» (1986)
- Джозеф Стефано (1987)
- Маршалл Брикмен (1987)
- «Манхэттенский проект» (1987)
- Майк Життлов (1988)
- Ричард Кэй (1988)
- «Повелитель скорости и времени» (1988)

### 1990-е
- Кэрри Фишер (1990)
- «Бэтмен» (1991)
- Роберт Шей (1992)
- Гейл Энн Хёрд (1993)
- Стивен Спилберг (1994)
- Брайан Сингер (1996)
- Роберт Уайз (1996)
- Билли Боб Торнтон (1997)
- Джеймс Кэмерон (1998)
- Уильям Фридкин (1999)

### 2000-е
- Ричард Доннер (2000)
- Дастин Лэнс Блэк[1] (2001)
- «Моя жизнь с графом Дракулой» (2001)
- Шерри Лансинг[2] (2002)
- Джеймс Кэмерон[3] (2003)
- Гейл Энн Хёрд[4] (2004)

### 2010-е
- Дин Девлин[5] (2011)
- «Хейвен»[6] (2016)
- Гильермо дель Торо[7] (2018)

## Ссылка
- Official Saturn Awards website